# خرپشته

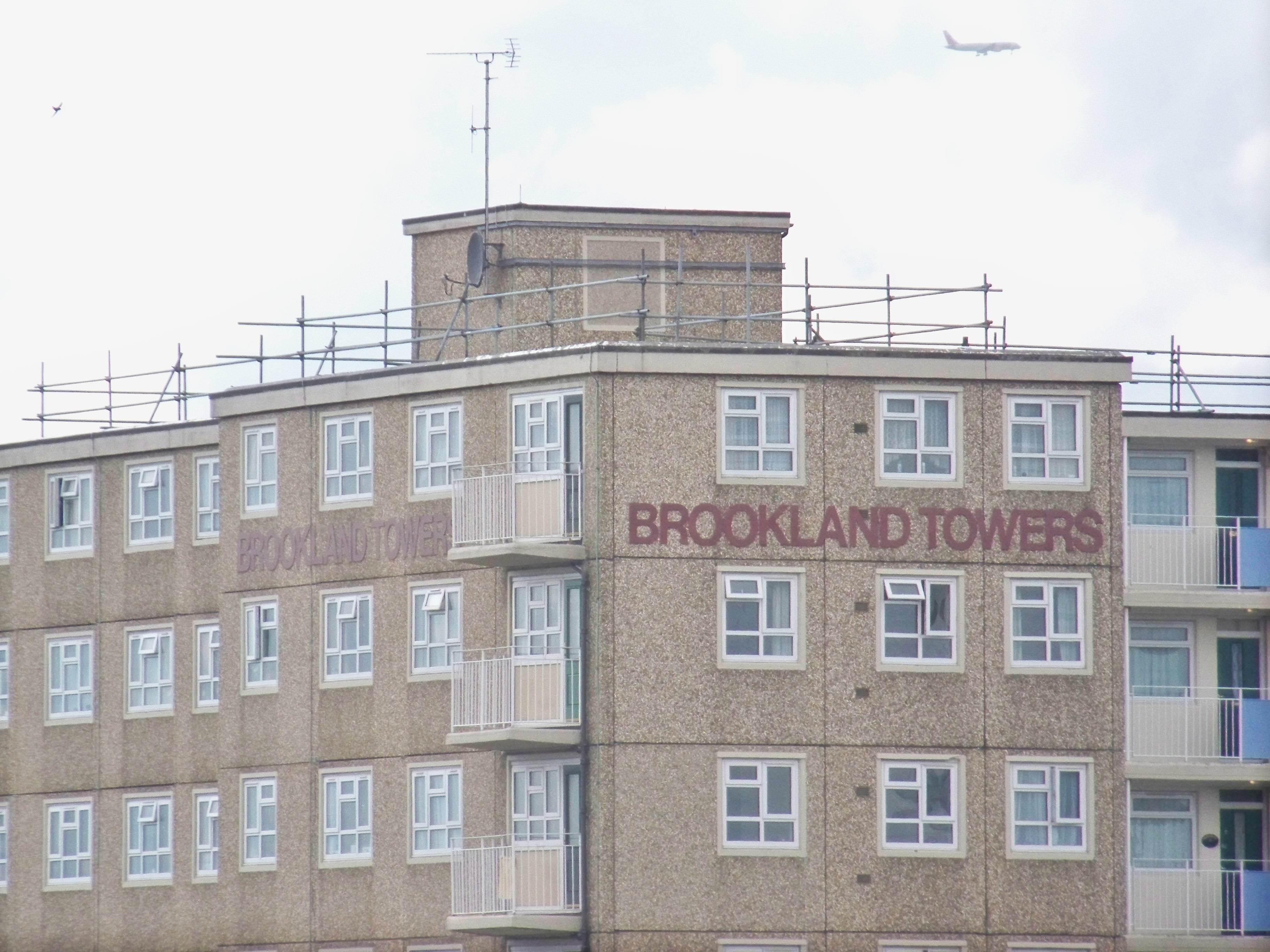
خرپشته

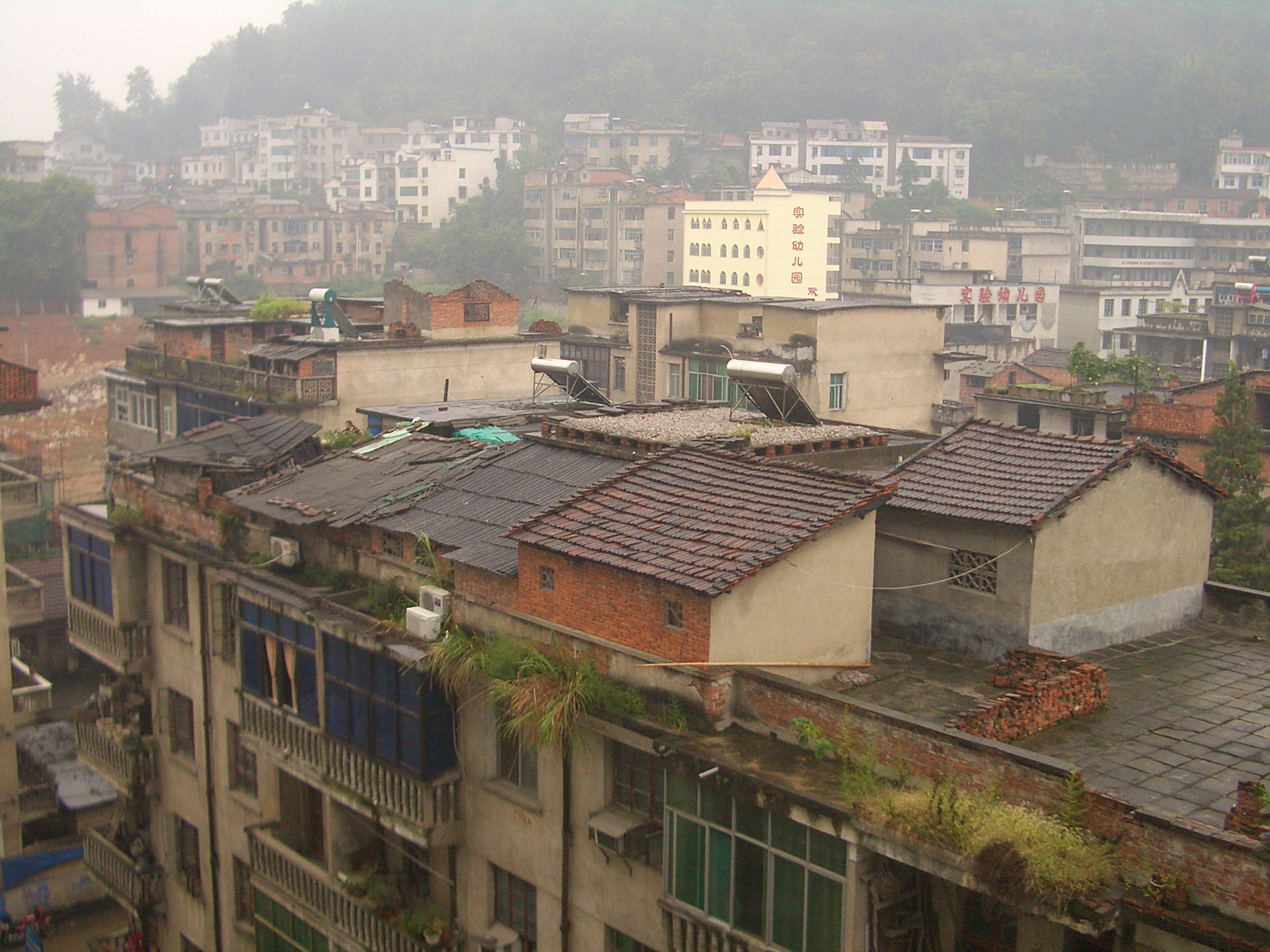
خرپشته مسکونی

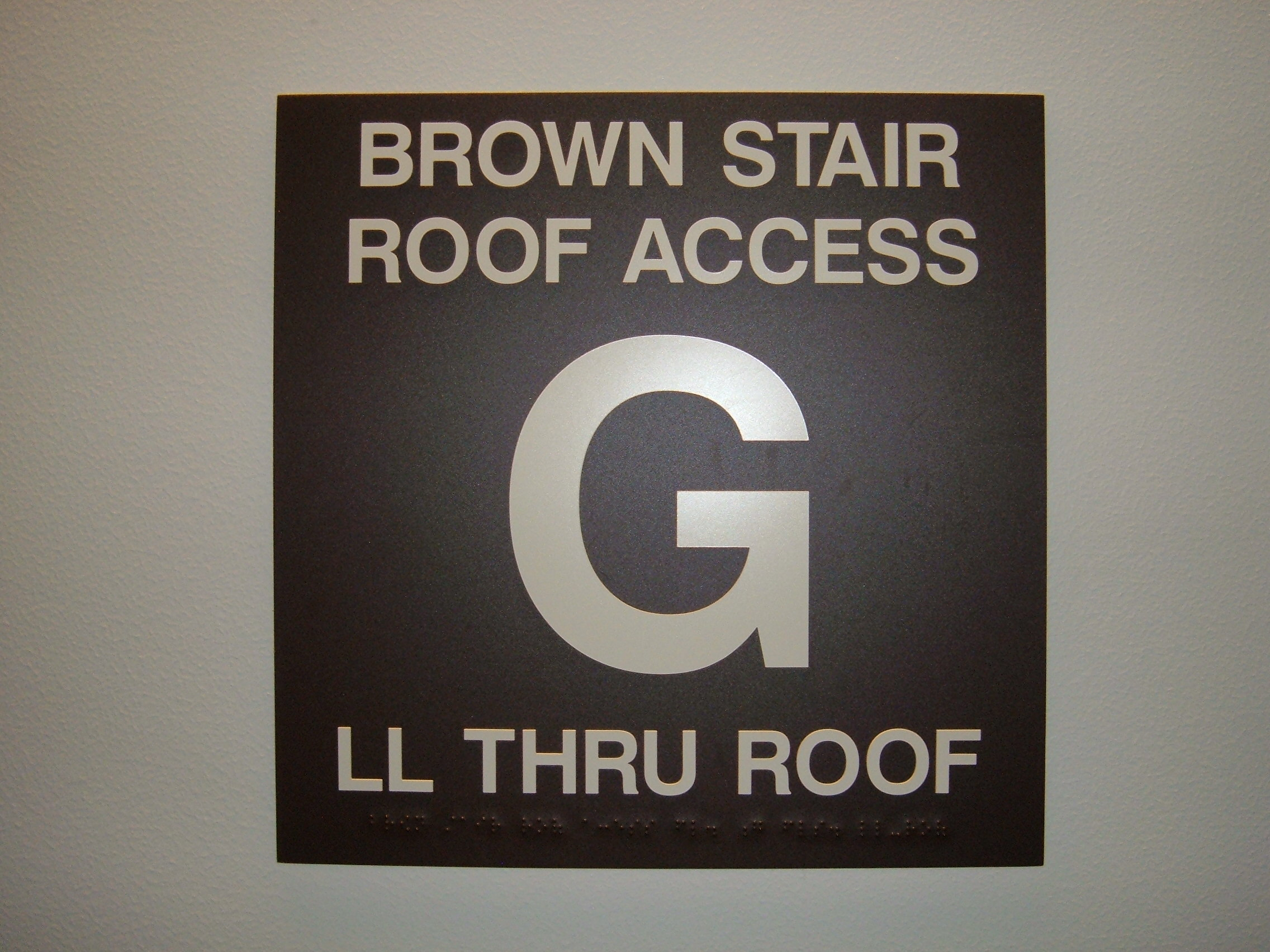
پله منتهی به خرپشته

خرپشته اتاق کوچکی در پشت‌بام، که آن را به راه‌پله متصل می‌کند. در قدیم نیز به پشته‌ای که میان آن بلند و اطراف آن سرازیر باشد به طو کلی خرپشته گفته می‌شد از جمله بلندی که بر سر گور از آجر و خاک سازند.
از این لغت در برخی آثار ادبی یاد شده‌است. مثلاً رضا ژیان نمایشنامه‌ای اجرا کرد به نام «عشق روی خرپشته» و نیز نظامی در این شعر آسمان را با خرپشته کنایه میزند: «ز خرپشته آسمان برگذشت، زمین و زمان را ورق درنوشت»
خرپشته می‌تواند تنها به عنوان ورودی پشت‌بام به راه‌پله مورد استفاده قرار گیرد و نیز می‌تواند علاوه بر آن کاربردهای دیگری نیز داشته باشد. استفاده از این مکان به عنوان یک انباری یا کارگاه کوچک، محل تشکیلات آسانسور، مکان استقرار خوانندگان کر کلیسا، محل نگهداری کبوتران برای کبوتربازان از جمله این کاربردهاست. حتی در صورت بزرگتر ساختن آن، می‌توان خرپشته را (همانند زیرشیروانی) به عنوان یک واحد مسکونی کوچک استفاده کرد.

## منابع

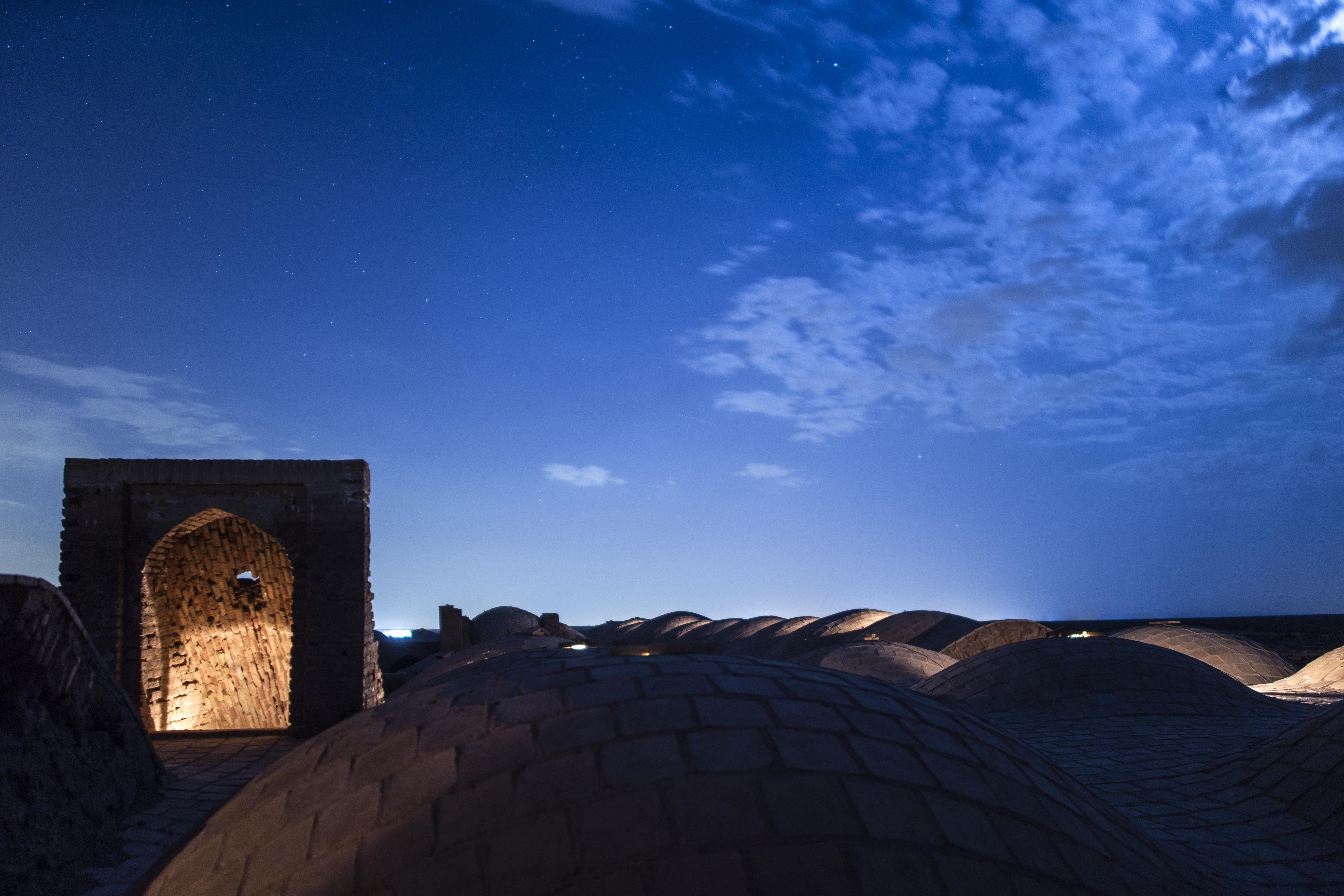
بام و یکی از سه خرپشته کاروانسرای دیر گچین